# Abiola Babes
Pour les articles homonymes, voir Abiola.
 (décembre 2011).
Si vous disposez d'ouvrages ou d'articles de référence ou si vous connaissez des sites web de qualité traitant du thème abordé ici, merci de compléter l'article en donnant les références utiles à sa vérifiabilité et en les liant à la section « Notes et références ».
Abiola Babes est un club Nigérian de football basé à Abeokuta et aujourd'hui disparu.

## Histoire
Du nom de son propriétaire, Chief Moshood Abiola, homme d'affaires millionnaire, le club connaît une période faste dans les années 1980, avec quatre finales consécutives de Coupe du Nigeria, dont deux victorieuses, entre 1984 et 1987. Les deux finales perdues le sont à chaque fois face à Leventis United. Durant cette période, le club participe pour la première fois au championnat de première division, en 1984, où il termine à la quatrième place du classement, performance que le club réalise de nouveau lors du championnat 1986.
Sa première victoire en Coupe, en 1985, lui permet de découvrir la Coupe des Coupes, dont il se fait exclure dès le premier tour, à la suite de l'invasion du terrain par ses supporters, lors de la rencontre à Porto-Novo face au club béninois de l'AS Dragons FC de l'Ouémé. La saison suivante, grâce au doublé Coupe-championnat de Leventis United, Abiola Babes est de nouveau qualifié pour cette compétition continentale et y montre une tout autre figure puisque Abiola Babes réussit à se hisser jusque dans le dernier carré de l'épreuve. Après avoir profité du forfait du CD Elá Nguema (Guinée équatoriale) lors du premier tour, le club élimine successivement les Ivoiriens de l'ASEC Abidjan après la séance de tirs au but en huitièmes de finale (2-0, 0-2, 4-2 tab) puis le club zambien de Nchanga Rovers en quarts de finale (1-1, 2-1). En demi-finale, leur parcours est stoppé par l'Espérance sportive de Tunis malgré une victoire 1-0 à domicile à l'aller (défaite 2-0 en Tunisie).
Le club disparaît en 2001, à la suite de graves difficultés financières.

## Palmarès
- Coupe du Nigeria :
  - Vainqueur : 1985, 1987
  - Finaliste : 1984, 1986

- Coupe d'Afrique des vainqueurs de Coupe :
  - Demi-finaliste en 1987

## Grands joueurs
- Rashidi Yekini
- Mudashiru Lawal
- Dominic Iorfa